# توماس سورينسن (لاعب كرة قدم)
توماس سورينسن (بالدنماركية: Thomas Sørensen)‏ (1 أغسطس 1984 بكوبنهاغن في الدنمارك - ) هو مدرب كرة قدم ولاعب كرة قدم دانمركي في مركز الدفاع. لعب مع ابروتاباندلاج أكرانيس ونادي لينغبي ونادي هرفوليه وBrønshøj Boldklub ‏ وØlstykke FC ‏ وAkademisk Boldklub ‏ ونادي كويه ‏.

## وصلات خارجية
- توماس سورينسن على موقع الاتحاد الأوربي (الإنجليزية)
- توماس سورينسن على موقع قاعدة بيانات كرة القدم.إي يو (الإنجليزية)
- توماس سورينسن على موقع Soccerway.com (الإنجليزية)